# Johann Dientzenhofer
Johann Dientzenhofer (*St. Margarethen Rosenheim, 25. svibnja, 1663. - † Bamberg, 20. srpnja 1726.) bio je njemački barokni graditelj i arhitekt. 

## Životopis
Johann se rodio u siromašnoj i brojnoj seljačkoj obitelji u selu St. Margarethen pored Rosenheima, Bavarska. Zajedno sa svojom braćom Georgom (1643. – 1689.), Wolfgangom (1648. – 1706.), Christopherom (1655. – 1722.), Leonhardom 1660. – 1707.) i nećakom Kilianom Ignazom Dientzenhoferom (1689. – 1751.) utemeljio je čuvenu graditeljsku obitelj Dientzenhofer koja je izgradila i projektirala brojne reprezentativne barokne objekte po Njemačkoj i Češkoj.
Njegov sin Justus Heinrich Dientzenhofer (1702. – 1744.) također je bio arhitekt i graditelj.
Kako su Dientzenhoferi bili siromašni, morali su poći trbuhom za kruhom, tako se 
Johann s osam godina starijim bratom Christophom uputio u Prag sa svega 15 godina (1678.) Preko svoje sestre Anne koja se udala za Wolfganga Leuthnera došli su do zidarskog posla kod graditeljskih poduzetnika Abrahama Leuthnera i Carla Luraga (ili Jean-Baptiste Matheya). U Pragu su braća naučila zidarski zanat i postali nadzornici. 
Negdje oko 1696. godine Johann i brat mu Leonhard došli su zbog posla u Bamberg. Leonhard je dobio mjesto nadzornika gradnje. Iste godine bamberški knez-biskup Lothar Franz von Schönborn poslagao ga je o svom trošku na studijsko putovanje po Italiji.
Po povratku iz Italije 4. rujna 1700. godine - na preporuku bamberškog kneza-biskupa dobiva posao glavnog protomajstora kod kneza Fulde Adalberta von Schleifrasa, istovremeno dobiva i prvi veliki zadatak da podigne Katedralu u Fuldi (posvećena 1712.) Johann je u Fuldi, projektirao i izgradio Gradsku palaču te ljetnikovce Bieberstein i Geisa. Tu si je podigao i vlastiti dom u baroknom stilu (Rittergasse 4).
Nakon smrti brata starijeg Leonharda, preuzeo je 30. studenog 1707. godine njegovo mjesto protomajstora Bamberga.
U Bambergu je podigao dvorce Weissenstein (kod Pommersfeldena) i Reichmann (pored Bamberga), te obnovio u baroknom stilu u bamberšku crkvu St.Michael. Na preporuku bamberškog kneza izgradio je palaču u Würzburgu (1720. – 1723.), za Balthasara Neumanna.
Nakon njegove smrti 1726., djelatnost njegove radionice preuzeo je njegov sin
Justus Heinrich Dientzenhofer.

## Značajnija djela
- Za Kneza-opata iz Fulde:
  - Katedrala u Fuldi (1704. – 1712.)
  - Dvorac Fulda  (1707. – 1712.)
  - Dvorac Bieberstein (Hessen) (1709.)
  - Dvorac Geisa
- Za Kneza-biskupa od Bamberga:
  - Dvorac Weissenstein kod Pommersfeldena (1711. – 1718.)
  - Dvorac Reichmannsdorf (1714. – 1719.)
- Za druge naručitelje
  - Gradska vijećnica u Bad Kissingenu (1709.)
  - Bamberg
    - Böttingerhaus (1708. – 1713.)
    - Palača Rotenhan (1711-1718)
    - Palača Bibra (Bibra Haus) (1714. – 1716.)

  - Samostanska crkva i druge zgrade - Holzkirchen (Bavarska)
  - Samostanska crkva i druge zgrade za Samostan Banz (od 1707. nakon smrti brata Leonharda)
  - Dvorac za kneževe Löwenstein-Wertheim (po nacrtima Louisa de la Fossea)-Kleinheubach
  - Župna crkva St. Wenzel-Litzendorf
  - Dvorac kod Oberschwappacha-Knetzgau
  - Dvorac barona von Frankensteina (1718. – 1725.)- Ullstadt (Bavarska)
  - Pročelje crkve Neumünster (1711. – 1716.)-Würzburg

## Vanjske poveznice
- Barock am Obermain (njem.)
- Samostani u Bavarskoj: Samostan Banz (njem.)
- Palača Bibra  Arhivirana inačica izvorne stranice od 26. svibnja 2009. (Wayback Machine) (njem.)
- Dvorac Weißenstein  Arhivirana inačica izvorne stranice od 29. prosinca 2007. (Wayback Machine) (njem.)